# Urbacodon norelli
Urbacodon norelli es una especie del género extinto Urbacodon (acrónimo“URBAC”+ gr. "diente”) de dinosaurio terópodo trodóntido, que vivió a mediados del período Cretácico, hace aproximadamente 90 millones de años, en el Turoniense, en lo que es hoy Asia. En 2024, Wang et al. describieron un dentario derecho parcial recolectado de la Formación Iren Dabasu a fines de la década de 1990. Basándose en las similitudes con U. itemirensis , describieron el espécimen como perteneciente a una nueva especie de Urbacodon, a la que llamaron U. norelli. Los dos especímenes comparten un dentario de estructura ligera y con forma de correa que se curva hacia adentro en la punta, un foramen sinfisario en el dentario y dientes dentarios engrosados, entre otras características.